# Copa da Liga Escocesa 1949–50
A Copa da Liga Escocesa de 1949-50 foi a 4º edição do segundo mais importante torneio eliminatório do futebol da Escócia. O campeão foi o East Fife F.C., que conquistou seu 2º título na história da competição ao vencer a final contra o Dunfermline Athletic F.C., pelo placar de 3 a 0.

## Premiação
| Copa da Liga Escocesa de 1949-50   |
| Escócia                            |
| ---------------------------------- |
| East Fife F.C. Campeão (2º título) |